# Hipótesis de Porter
De acuerdo con la hipótesis de Porter, una estricta regulación ambiental aumenta la eficacia e innovación empresarial, mejorando la competitividad. La hipótesis fue formulada por el economista Michael Porter.
Según esta hipótesis, una estricta regulación ambiental, siempre y cuando sea eficiente, incentiva una mayor inversión empresarial en la investigación y uso de tecnologías más limpias con el consecuente beneficio para el medio ambiente por un lado y la innovación y mejora de procesos de producción más eficientes por el otro. Los ahorros en los costes que pueden ser alcanzados serían suficientes para compensar sobradamente los gastos ocasionados para cumplir las nuevas regulaciones así como los costes de innovación, incidiendo directamente en una mayor competitividad de la empresa.